# Le Sweater jaune
Le Sweater jaune est un tableau réalisé par le peintre italien Amedeo Modigliani en 1918-1919. Cette huile sur toile est le portrait à mi-cuisse de Jeanne Hébuterne. La jeune femme y figure vêtue d'un sweater jaune, assise sur une chaise la tête penchée vers sa gauche. L'œuvre est conservée au musée Solomon-R.-Guggenheim, à New York, dans l'État de New York, aux États-Unis.

## Description
Jeanne Hébuterne apparaît dans un vêtement jaune similaire dans au moins deux autres portraits par Amedeo Modigliani.

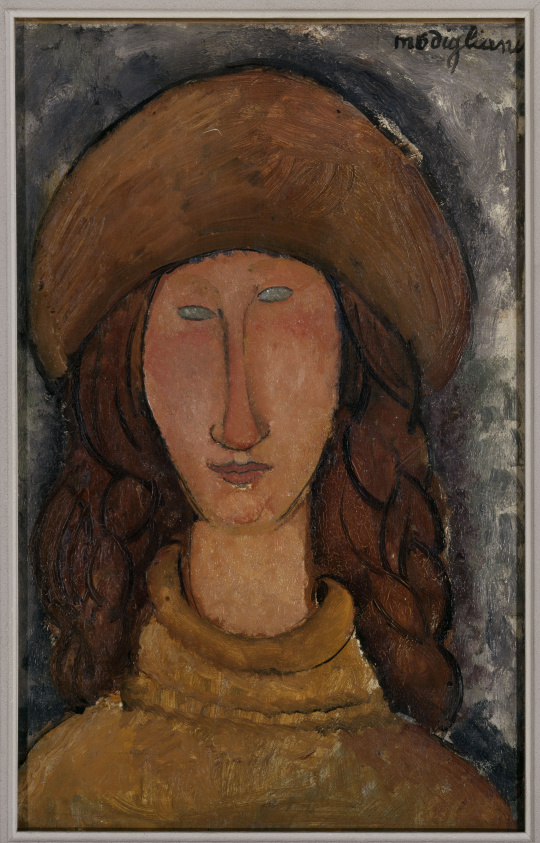
Jeanne Hébuterne, 1918 – Musée d'Art moderne de Troyes, Troyes.
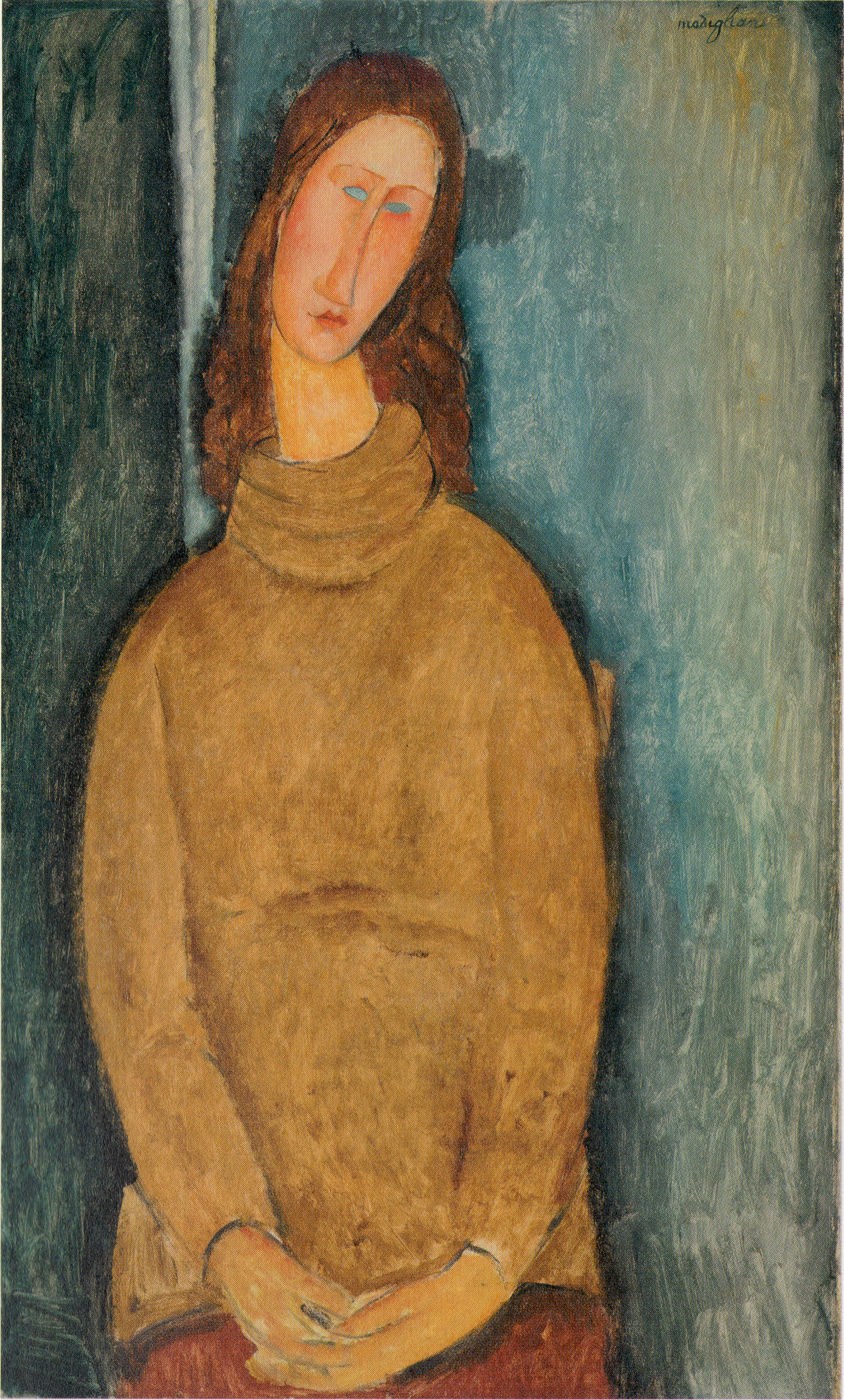
Jeanne Hébuterne au chandail jaune, 1919 – Musée d'Art Ōhara, Kurashiki.